# Daniel Yohannes

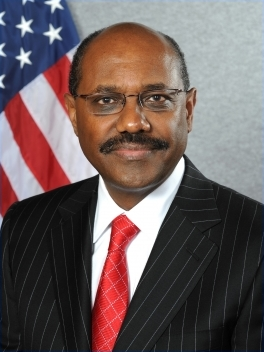
Daniel Yohannes

Daniel Yohannes (* 22. September 1952 in Addis Abeba) ist ein äthiopisch-amerikanischer Geschäftsmann und Philanthrop. Von 2014 bis 2017 war er der Repräsentant der USA bei der OECD in Paris.

## Biografie
Nach dem Ende seiner Zeit als Botschafter der USA bei der OECD übernahm er verschiedene weitere Ämter, insbesondere dasjenige des Chief Executive Officer (CEO) der Millennium Challenge Corporation (MCC), die für die Vergabe von Mitteln des 2009 gegründeten Entwicklungshilfefonds Millennium Challenge Account (MCA) zuständig ist. Er wurde von US-Präsident Barack Obama am 18. September 2009 auf diesen Posten berufen.
Vor seiner Ernennung zum Botschafter der USA bei der OECD bekleidete Yohannes verschiedene Positionen in der Finanzbranche u. a. bei M&R Investments.